# El Club del Clan (película)
 El Club del Clan es una película filmada en blanco y negro y en colores de Argentina dirigida por Enrique Carreras según su propio guion escrito en colaboración con el guion de Alexis de Arancibia que se estrenó el 12 de marzo de 1964 y que tuvo como protagonistas a   Beatriz Bonnet, Fernando Siro, Pedro Quartucci y Alfredo Barbieri. Adelco Lanza tuvo a su cargo la coreografía. El título alude a un programa televisivo de la época donde trabajaban muchos de los intérpretes.

## Sinopsis
Para evitar que su padre se entere de que se ha casado en secreto, un joven de famia adinerada disfraza a su esposa como mucama. Los integrantes del Club del Clan, de visita en la casa, también se disfrazan de criados.

## Reparto
- Beatriz Bonnet
- Fernando Siro
- Pedro Quartucci
- Alfredo Barbieri
- María Esther Podestá
- Jolly Land
- Violeta Rivas
- Palito Ortega
- Raúl Lavié
- Lalo Fransen
- Chico Novarro
- Johnny Tedesco
- Rafael Carret
- Guillermo Battaglia
- Estela Molly
- Fabio Zerpa
- Marta González
- Galo Cárdenas
- Raúl Cobián
- Perico Gómez
- Tristán
- Nicky Jones
- Cachita Galán
- Carlos Rivas … Doblaje de Chico Novarro
- Susana Latou

## Comentarios
Clarín opinó:

”Mientras haya música, bailes y canciones, una película como ésta cumple generosamente su propósito sin defraudar al espectador, que no pide más…Es una especie de “long-play ilustrado”, al que se suma un pequeño enredo.”

Por su parte, Manrupe y Portela escriben:

”Aprovechamiento cinematográfico del Club del Clan, grupo de cantantes muy popular en la TV de entonces. El film cierra con un espectáculo musical rodado en color.”